# Joel Pettersson
Joel Pettersson (født 8. juni 1892 i Lemland, død 5. januar 1937 i Finström) var en ålandsk forfatter og maler. 
Til trods for at kun lidt af det han skrev blev kendt mens han levede, regnes han i eftertiden som en af de vigtigste ålandske forfattere. Hans billeder, som er blevet karakteriseret som modernistiske og ekspressionistiske blev bemærket og  og anerkendt tidligere end forfatterskabet.